# Piper coronanum
Piper coronanum är en pepparväxtart som beskrevs av Trel. & Standley. Piper coronanum ingår i släktet Piper och familjen pepparväxter. Inga underarter finns listade i Catalogue of Life.